# Leny Escudero
Pour les articles homonymes, voir Escudero.
Leny Escudero, né Joaquin Leni Escudero le 5 novembre 1932 à Espinal (Espagne) et mort le 9 octobre 2015 à Giverny (Eure), est un auteur-compositeur-interprète et acteur français d'origine espagnole.

## Biographie

### Jeunesse
Son père (d'origine gitane) et sa mère (d'origine marrane), sont des républicains espagnols  qui, en 1939, quittent leur pays ravagé par la guerre d'Espagne et se réfugient en France, à Mayenne, sans rechercher la nationalité française, car ils pensent que leur exil est temporaire. Pendant ce passage de la frontière, Leny quitte malencontreusement ses parents et se retrouve dans un des camions de la Croix-Rouge, qui emmène les enfants perdus dans des camps de regroupement afin de reconstituer les familles et d'octroyer à chacun un certificat de nationalité. Leny saute du camion en marche et reste caché dans la nature pendant plusieurs jours, ignorant qu'il est déjà en France.
Retrouvant sa famille, il fréquente l'école communale de garçons de Mayenne-Ouest. Il passe sa jeunesse à Mayenne, où il se marie, puis part pour Paris, où il s'installe dans le quartier de Belleville.
Il gagne modestement sa vie grâce à des petits métiers : il commence par être terrassier et installe des canalisations, la pioche à la main. Il devient ensuite plâtrier. À cette époque, il est encore espagnol, sans papiers officiels ni carte de travail.

### Carrière

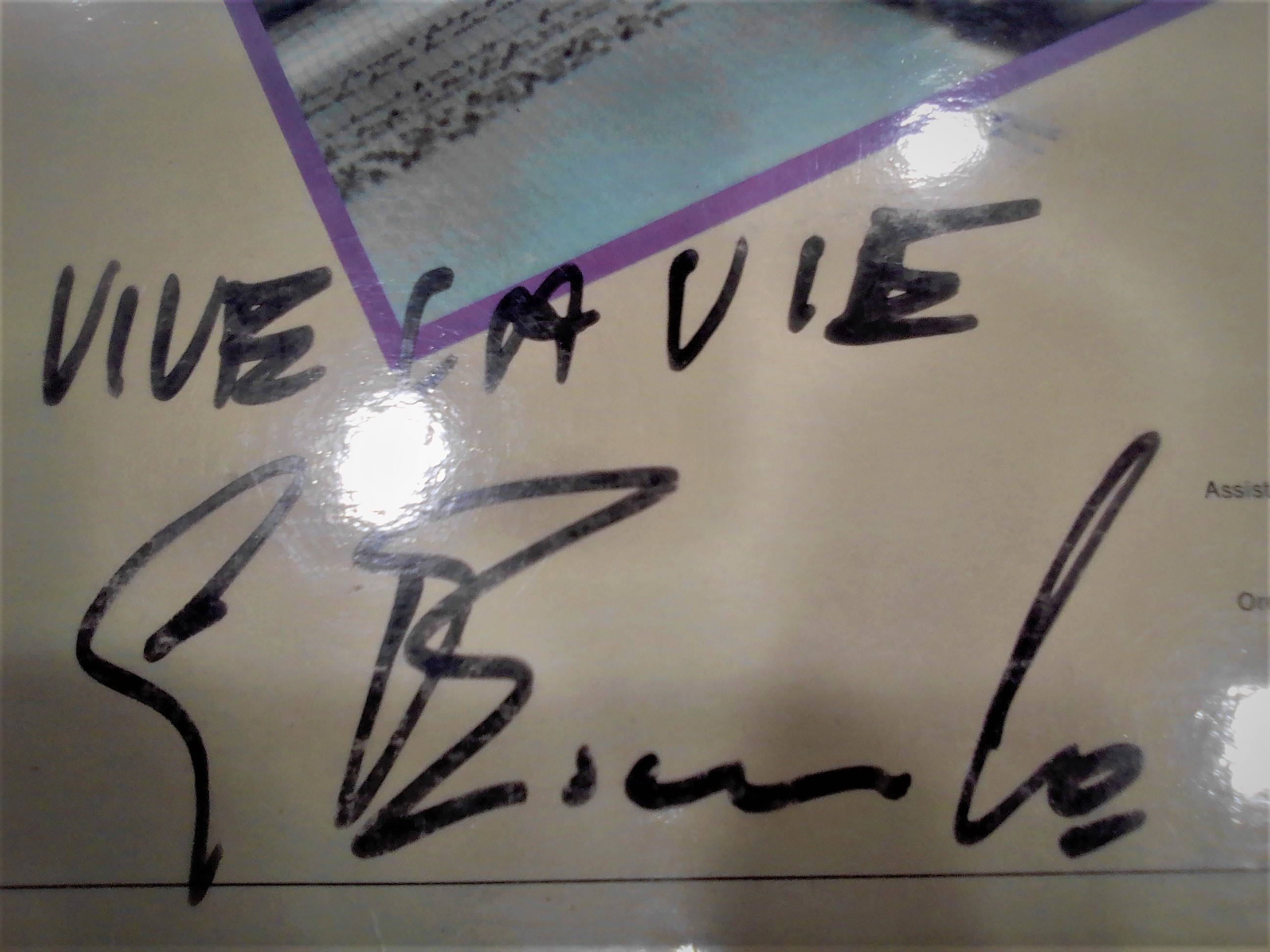
Dédicace de Lenny Escudéro

Sa carrière de chanteur commence en 1957. Habitant Perpignan dans les années 1960, il élit domicile à deux pas de l'avenue de la Côte-Vermeille, près du quartier Saint-Gaudérique, où ses enfants vont à l'école. En 1962, il sort chez Bel Air son premier disque (Ballade à Sylvie, Pour une amourette…), qui connaît un succès fulgurant. Pour Leny Escudero, c'est la célébrité. Celle-ci ne l'intéresse pas, il sort en 1964 le single Stéphanie et, en 1965, il met de côté sa carrière de « vedette » pour parcourir le monde : Amérique du Sud, Moyen-Orient, États-Unis, URSS, Afrique, il voyage beaucoup. Au Dahomey (devenu depuis le Bénin), il construit une école « en dur » en pleine brousse. Il revient en France en 1970 et compose à nouveau. L'Académie Charles-Cros récompense son album Escudero 71 par le Grand Prix du disque de la chanson française.[réf. nécessaire]
Auteur-compositeur-interprète, ses textes traitent de sujets souvent graves, tels que la guerre civile (album Vivre pour des idées, 1973), les dictatures, et la maltraitance des habitants de notre planète (album La Planète des fous, 1977) ou encore la fuite du temps. Communiste dans l’âme,, il compose tout au long de sa carrière plusieurs chansons engagées comme Vivre pour des idées ou Je t’attends à Charonne.
À partir des années 1970, il tourne sur scène. Poète-troubadour, son répertoire engagé, teinté de nostalgie et de tendresse, représente une certaine chanson française à thèmes. 

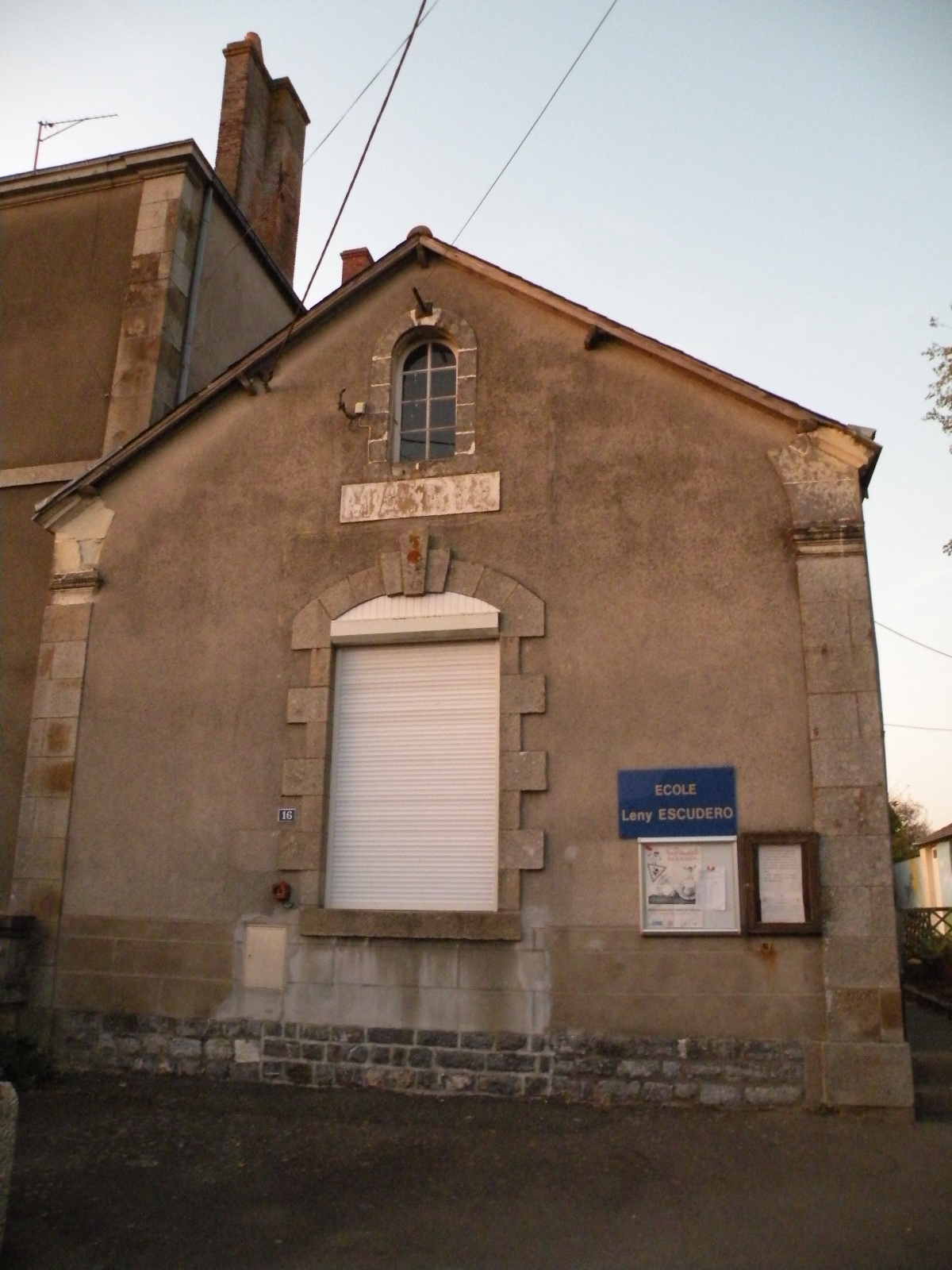
L'école Leny Escudero à La Baconnière.

Il s'installe à Giverny, près de Vernon (Eure). Il est le père de trois enfants, Christine, Julian et Stefany. Julian participe à tous les concerts de son père et compose la musique d'une partie de ses chansons. Deux des petits-enfants (sur huit) de Leny Escudero, Kévin et Marvin (à la guitare basse et à la guitare), accompagnent par la suite leur grand-père sur scène. Il fait quelques apparitions dans des films et des séries télévisées, et participe à quelques bandes originales de films. En 2006, Il participe à la première saison de la tournée Âge tendre… et donne un récital au nouvel Olympia. L'année suivante, il repart sur les routes pour la deuxième saison de la tournée.[réf. nécessaire]
Lors de la campagne pour l'élection présidentielle de 2007, il soutient Ségolène Royal, pour qui il chante lors de son meeting du 1er mai au stade Charléty.

### Autobiographie et mort
En mars 2013, il publie le premier tome de son autobiographie, Ma vie n'a pas commencé, aux éditions Le Cherche midi, suivi en 2015 par Le début… La suite… La fin, ouvrage édité à compte d’auteur. En juillet 2013, il se marie avec Céleste Bettencourt, dont il partage la vie depuis vingt-cinq ans.
Il meurt le 9 octobre 2015 à son domicile de Giverny des suites d'une insuffisance pulmonaire aiguë,. Ses obsèques et son incinération ont lieu le 15 octobre au crématorium d'Évreux[réf. nécessaire]. Dans la Mayenne, son nom est donné, de son vivant, à son ancienne école, l'école publique de La Baconnière.

## Discographie

### Albums 33 tours
- 1962 : Pour une amourette
- 1963 : À Malypense
- 1965 : Rachel
- 1966 : Petite mère
- 1967 : Je t'attends à Charonne
- 1971 : Escudero 71
- 1973 : Vivre pour des idées
- 1974 : Le Voyage
- 1977 : La Planète des fous
- 1978 : La Grande Farce
- 1979 : Escudero sur scène
- 1980 : Grand-père
- 1982 : Je veux toujours rester petite
- 1984 : Dérives
- 1994 : Comme un voyageur secret
- 1996 : Une vie (réenregistrements)
- 1997 : Leny Escudero chante la liberté
- 1999 : Le Tiers Amour

## Filmographie

### Acteur

#### Télévision
- 1962 : Passe-temps, émission télévisée de François Chatel
- 1964 : Amigos del martes (épisode du 27 avril 1964), série télévisée d'Arthur Kaps
- 1967 : Valmy, téléfilm de Jean Chérasse et Abel Gance : bataille et naissance de la République
- 1973 : Babeau, téléfilm de Philipe Bordier : Le Père Noël
- 1974 : Les femmes aussi ont perdu la guerre, téléfilm de Roger Kahane : André
- 1979 : Charles Clément, canut de Lyon (écrit par Jean-Dominique de la Rochefoucauld), téléfilm de Roger Kahane : le chanteur
- 1998 : Docteur Sylvestre (épisode Zone dangereuse), série télévisée de Jean-Pierre Vergne : Jacky Mangin
- 2002 : Louis la Brocante (épisode Louis et les Gitans), série télévisée de Michel Favart : Pablo Cuelvez (rôle du chef de camp)

#### Cinéma
- 1980 : La Femme flic, d'Yves Boisset : Diego Cortez
- 1989 : Rouget le braconnier, de Gilles Cousin : le Marianniste
- 1990 : Le Dénommé, de Jean-Claude Dague : Rispal

### Bande son
- 1974 : Le Chaud Lapin, de Pascal Thomas, interprète Ballade à Sylvie.
- 1991 : La Reine blanche, de Jean-Loup Hubert, interprète Ballade à Sylvie.
- 2004 : Une vie à t'attendre, de Thierry Klifa (chanson).

### Compositeur
- 1973 : Babeau, téléfilm de Philipe Bordier

## Émissions de télévision
- 1964 : Ni figue, ni raisin (saison 1, épisode 2), émission télévisée de Jacques Rozier : lui-même.
- 1967 : Pikkuisen Hymyö, téléfilm :  lui-même.
- 1985 : Angel Casas Show, émission télévisée d'Angel Casas : lui-même.
- 1993 : il est interviewé sur le plateau de Tout peut arriver, sur Télé Lyon Métropole.
- 2006 : en février, il est un des invités de l'émission de France 2 Des mots de minuit, présentée par Philippe Lefait[8].
- 2006 : Ce soir (ou jamais !), émission du 10 octobre 2006, émission télévisée de Frédéric Taddei : lui-même.
- 2011 : Vivement dimanche, émission du 6 février 2011, invité de Fabrice Luchini, émission télévisée de Michel Drucker.
- 2013 : il est interviewé, durant les trois heures des émissions Chronique hebdo puis De rimes et de notes, sur Radio libertaire[9].
- 2013 : entretien de plus de deux heures avec Jean-Claude Carton et Franck Dumouilla sur la chaîne de son épouse, Celeste Bettencourt Escudero[10].

## Publications
- Y a des jours comme ça, Michel Boucaut Éditeur, 1988  (ISBN 978-2-9503-1952-4).
- L'Arbre de vie, tomes I et II, Éditions Christian Pirot, 1998  (ISBN 2-8680-8101-0 et 2-8680-8102-9).
- Ma vie n'a pas commencé, Le Cherche midi, 2013  (ISBN 978-2-7491-1569-6).
- Le Début… La Suite… La Fin, Gasny, à compte d'auteur, 2015 (présentation en ligne).

## Distinction
- 1971 : grand prix de l'Académie Charles-Cros pour son album Escudero 71.